# Camontagnea
Camontagnea, rod crvenih algi u porodici Rhodothamniellaceae, dio reda Palmariales. Priznate su dvije vrste; obje su morske.

## Vrste
1. Camontagnea hirsuta (Wollaston) Woelkerling & Womersley
2. Camontagnea oxyclada (Montagne) Pujals - tip